# Inslagschema
Een inslagschema wordt door drukkers en binders gebruikt om bedrukte vellen papier na vouwen en snijden te vormen tot kranten-, boek- of tijdschriftenkaternen.
De drukker of binder bindt de verschillende bedrukte pagina's zodanig aan elkaar dat het drukvel (planovel), na twee-, drie- of viermaal vouwen en afsnijden de pagina's van het boek, de krant of het tijdschrift in de juiste volgorde (1, 2, 3, etc.) zet. Na het vouwen staat pagina 2 dus op de achterkant van pagina 1, en pagina 3 helemaal aan de andere kant van het vel. Pagina 5 staat op het planovel weer op een andere hoek, maar ondersteboven.
Het inslagschema wordt in opmaakprogramma's als QuarkXPress samengesteld. Tekstverwerkingsprogramma's voorzien hier niet in.